# 阿迪格共和國國旗
阿迪格共和國國旗以綠色為底色，上有十二顆黃色五角星以及三支交叉的箭。這面旗幟原始設計於1830年。在1992年，這面旗幟被啟用為阿迪格共和國的國旗。